# Vozový park
Vozový park (doprava) je obecné označení souboru všech vozů používaných v rámci jedné organizační jednotky (firmy, společnosti, státní a veřejné instituce), která má tuto techniku ve správě.  K označení souboru vozidel i další mobilní techniky se užívá obecné označení park  bez přívlastku.

## Železniční doprava
Železniční vozový park souhrnný termín označující lokomotivy, vozy a další kolejová vozidla.
Vozový park se dále obvykle dělí na park osobních vozů  a park nákladních vozů . Na železnici je vozový park součástí parku drážních vozidel (vozidlového parku), což je všeobecný termín pro veškerá drážní vozidla, tedy s motory i bez motorů.  Podle tohoto se jedná o tažená vozidla a vozidla hnací – lokomotivy, motorové a elektrické vozy a jednotky.
Provoz a údržbu osobních a nákladních vozů na železnici zajišťuje vozové depo , lokomotiv a hnacích vozidel pak lokomotivní depo. 

## Silniční doprava
V silniční dopravě se jedná o souhrn všech vozidel včetně řidičů, které organizační jednotka obchodního nebo provozního charakteru používá k přepravě a plnění úkolů. 